# Pacselmai járás
A Pacselmai járás (oroszul Пачелмский район) Oroszország egyik járása a Penzai területen. Székhelye Pacselma.

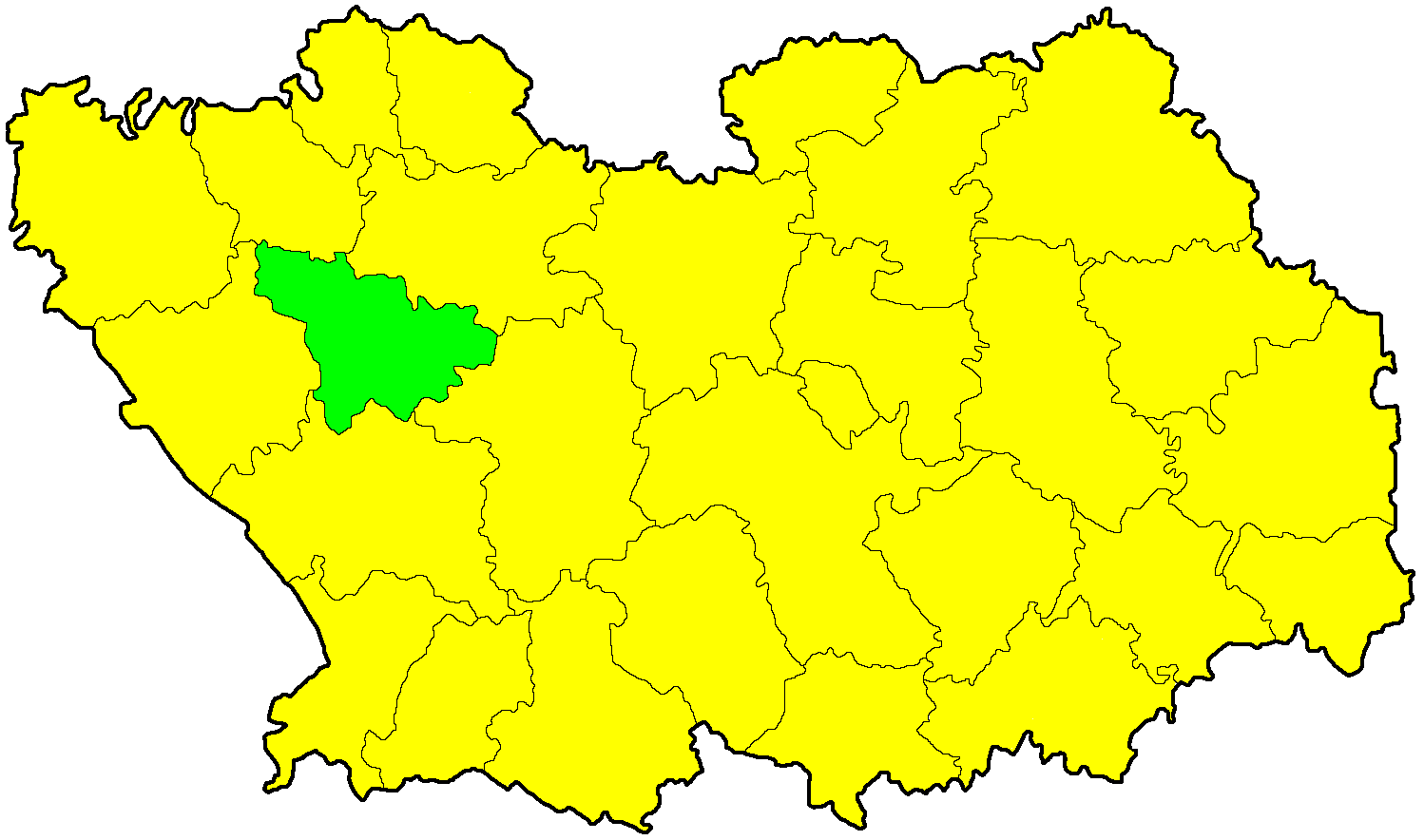
A Pacselmai járás a Penzai területen

## Népesség
A járás lakosságának száma erősen csökken.
- 1989-ben 22 263 lakosa volt.
- 2002-ben 18 995 lakosa volt, melynek 77,5%-a orosz, 17,6%-a tatár, 1,5%-a mordvin.
- 2010-ben 16 310 lakosa volt, melynek 87,2%-a orosz, 11,3%-a tatár.